# Leichtathletik-Weltmeisterschaften 2015/Teilnehmer (Bosnien und Herzegowina)
| Gelbes Symbol für Goldmedaillen mit stilisierten Olympischen Ringen | Graues Symbol für Silbermedaillen mit stilisierten Olympischen Ringen | Braundes Symbol für Bronzemedaillen mit stilisierten Olympischen Ringen |
| ------------------------------------------------------------------- | --------------------------------------------------------------------- | ----------------------------------------------------------------------- |
| —                                                                   | —                                                                     | 1                                                                       |

Der Leichtathletikverband Bosnien-Herzegowinas nominierte drei Athleten für die Leichtathletik-Weltmeisterschaften 2015 in der chinesischen Hauptstadt Peking.

## Medaillen
Mit einer gewonnenen Bronzemedaille belegte das Team Bosnien-Herzegowinas Rang 32 im Medaillenspiegel.

### Medaillengewinner

#### Bronze
- Amel Tuka: 800 m

## Ergebnisse

### Männer

#### Laufdisziplinen
| Athlet    | Disziplin | Vorlauf     | Vorlauf | Halbfinale  | Halbfinale | Finale      | Finale |
| Athlet    | Disziplin | Zeit        | Platz   | Zeit        | Platz      | Zeit        | Platz  |
| --------- | --------- | ----------- | ------- | ----------- | ---------- | ----------- | ------ |
| Amel Tuka | 800 m     | 1:46,12 min | 5       | 1:44,84 min | 1          | 1:46,30 min | Bronze |

#### Sprung/Wurf
| Athlet      | Disziplin   | Qualifikation | Qualifikation | Finale             | Finale             |
| Athlet      | Disziplin   | Weite/Höhe    | Platz         | Weite/Höhe         | Platz              |
| ----------- | ----------- | ------------- | ------------- | ------------------ | ------------------ |
| Hamza Alić  | Kugelstoßen | 18,62 m       | 28            | nicht qualifiziert | nicht qualifiziert |
| Kemal Mešić | Kugelstoßen | DNS           | DNS           | -                  | -                  |